# Superbutt
Superbutt ist eine ungarische Heavy-Metal-Band mit Ursprung in Budapest. Die Gruppe besteht aus fünf Mitgliedern und hat seit ihrer Gründung im Jahr 2000 vier Studioalben in englischer sowie eine EP in ungarischer Sprache veröffentlicht. Superbutt spielten bisher mehr als 500 Konzerte in Europa, unter anderem zusammen mit Clawfinger, Soulfly, In Flames und der Rollins Band.

## Diskografie

### Alben
- 2001: 2 Minutes for Roughing
- 2003: The Unbeatable Eleven
- 2006: Black Soup
- 2008: You and Your Revolution
- 2011: Music for Animals

### EPs
- 2007: Szájon át

## Erfolge
- Beste Modern Rock-Band des Jahres, VIVA TV Music Awards Ungarn, April 2004.[1]
- Musikvideo zu Pioneer in den Top 20 der VIVA Rock/Alternative-Charts in Deutschland, September 2004.[1]
- Black Soup erreicht Platz 12 der Deutschen Alternative Charts (DAT 20), August 2006.[1]
- Auszeichnung für beste Produktion und bestes Albumcover für You And Your Revolution bei den ungarischen Metal-Awards, März 2009.[1]